# Carola Anding
Carola Anding, verheiratete Jacob, (* 29. Dezember 1960 in Struth-Helmershof) ist eine ehemalige deutsche Skilangläuferin, die für die DDR startete.
Sie gewann zusammen mit Marlies Rostock, Veronika Schmidt und Barbara Petzold die Goldmedaille mit der Staffel im Langlauf bei den Olympischen Spielen 1980 in Lake Placid.
Bei den Nordischen Skiweltmeisterschaften 1982 gewann sie nochmals die Bronzemedaille mit der DDR-Staffel. 1984 wurde sie mit der Staffel Achte bei den Olympischen Spielen in Sarajevo.
Carola Jacob ist mit dem ehemaligen Biathleten Matthias Jacob verheiratet und hat zwei Töchter. Gemeinsam mit ihrem Mann betreibt sie in ihrem Heimatort Floh-Seligenthal eine Praxis für Sport-Physiotherapie.
1980 wurde sie mit dem Vaterländischen Verdienstorden in Silber ausgezeichnet.